# Willy Fitting
Willy Fitting, né le 25 janvier 1925 et mort le 26 avril 2017 à Buchillon, est un escrimeur suisse.

## Carrière
Willy Fitting participe aux Jeux olympiques d'été de 1952 et remporte la médaille de bronze dans l'épreuve de l'épée par équipe.